# Thyreus hellenicus
Thyreus hellenicus is een vliesvleugelig insect uit de familie bijen en hommels (Apidae). De wetenschappelijke naam van de soort werd voor het eerst geldig gepubliceerd in 1968 door Maurits Lieftinck.